# Interaction-Standard
Der Interaction-Standard ist die Beschreibung, wie Komponenten in einem Komponentenmodell über Schnittstellen miteinander kommunizieren können. Er definiert also den Schnittstellenstandard. Darin muss auch festgelegt werden, wie die Abhängigkeit einer Komponente von der Nutzung bestimmter Schnittstellen festgelegt wird. Solche Schnittstellen werden aus Sicht der Komponente als required interfaces bezeichnet. Die Art und Weise der Festlegung, welche Schnittstellen die Komponente unterstützt (sogenannte provided interfaces), muss vom Komponentenmodell definiert werden.
Neben den Schnittstellen zu anderen Komponenten muss der Interaction-Standard es auch ermöglichen, explizite Abhängigkeiten der Komponente von bestimmten Betriebssystem- oder Hardware-Eigenschaften anzugeben.
Durch den Interaction-Standard wird es erst möglich, Komponenten zu verknüpfen und wiederzuverwenden.